# 안성종합운동장
안성종합운동장(安城綜合運動場, Anseong Sports Complex)은 대한민국 경기도 안성시에 있는 스포츠 시설이다. 천연잔디 필드와 우레탄 트랙이 갖춰진 다목적 경기장이 설치되어 있으며, 1997년에 준공되었다.

## 참고 문헌
- “안성종합운동장”. 안성시시설관리공단.
- 《전국 공공체육 시설 현황 (2017년말 기준)》. 대한민국 문화체육관광부. 2019.
- 《2019년 전국 공공체육시설 현황 (2018년말 기준)》. 대한민국 문화체육관광부. 2020.
- 《2023 전국 공공체육시설 현황 (2022년 12월말 기준)》. 대한민국 문화체육관광부. 2024.